# Carla Gavazzi
Carla Gavazzi (Bergamo, 26 febbraio 1913 – Milano, 25 maggio 2008) è stata un soprano italiano.

## Biografia
Frequentò diversi collegi sia in Svizzera sia in Francia, dove studiò violino, francese e tedesco. Debuttò nel 1940 ne La bohème, ma a causa dello scoppio della seconda guerra mondiale la carriera si interruppe, riprendendo nel 1946.
Si esibì in tutta Italia (Firenze, Milano, Parma, Brescia, Trieste, Bologna, Verona, Roma, Napoli, Palermo), mentre all'estero solamente a Lisbona e Barcellona.
Si ritirò dalle scene nel 1959 a causa della gotta e per motivi familiari. Il repertorio spaziava da Mozart a Verdi e Puccini, oltre ad alcuni titoli di opere contemporanee.
Negli anni cinquanta incise diverse opere per la Cetra e partecipò a un film-opera di Cavalleria rusticana per la RAI. Nel 1998 venne intervistata da Stefan Zucker nel film-documentario Opera fanatic.

## Repertorio
| Ruolo              | Titolo                    | Autore      |
| ------------------ | ------------------------- | ----------- |
| Katiuša            | Risurrezione              | Alfano      |
| Rossana            | Cyrano de Bergerac        | Alfano      |
| Adriana Lecouvreur | Adriana Lecouvreur        | Cilea       |
| Regina             | Mattia il pittore         | Hindemith   |
| Nedda              | Pagliacci                 | Leoncavallo |
| Santuzza           | Cavalleria rusticana      | Mascagni    |
| Pallade            | L'incoronazione di Poppea | Monteverdi  |
| Donna Elvira       | Don Giovanni              | Mozart      |
| Mimì               | La bohème                 | Puccini     |
| Minnie             | La fanciulla del West     | Puccini     |
| Margherita         | Margherita da Cortona     | Refice      |
| Magda              | La campana sommersa       | Respighi    |

## Discografia
- La fanciulla del West, con Vasco Campagnano, Ugo Savarese, dir. Arturo Basile - Cetra 1950
- Adriana Lecouvreur, con Giacinto Prandelli, Mitì Truccato Pace, Saturno Meletti, dir. Alfredo Simonetto - Cetra 1950
- Pagliacci, con Carlo Bergonzi, Carlo Tagliabue, Marcello Rossi, dir. Alfredo Simonetto - Cetra 1951
- Don Giovanni (Donna Elvira), con Giuseppe Taddei, Italo Tajo, Mary Curtis Verna, Cesare Valletti, Elda Ribetti, dir. Max Rudolf - Cetra 1953

## Video
Cavalleria rusticana, con Mario Ortica, Giuseppe Valdengo, dir. Alberto Erede -  video RAI 1956